# Kai Fischer (Moderator)

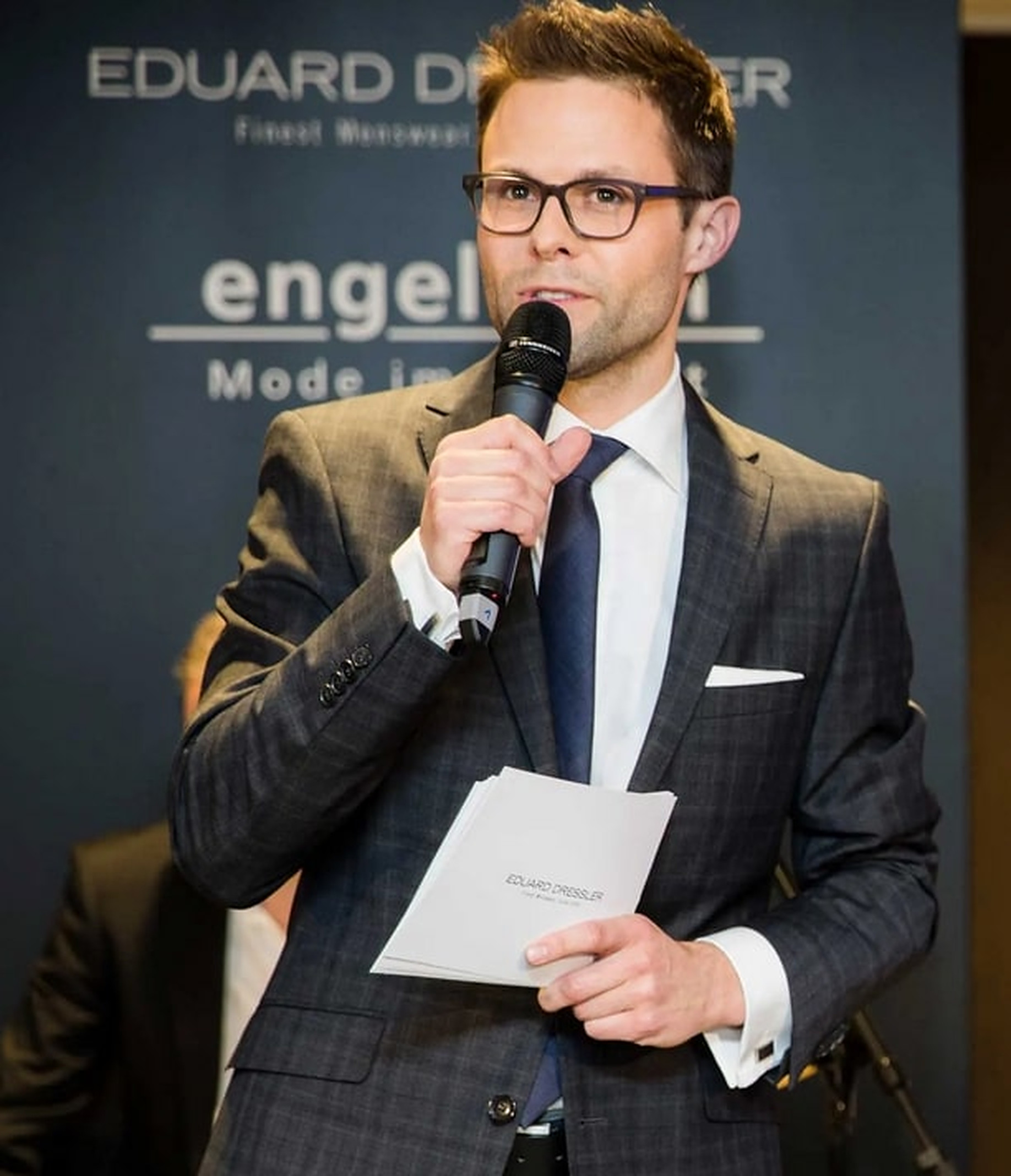
Kai Fischer (2021)

Kai Fischer (* 1981) ist ein deutscher Radio-, Fernseh- und Event-Moderator.

## Leben
Kai Fischer besuchte in Königstein das Taunusgymnasium.
Nach seinem Abitur und Zivildienst volontierte er bei Radio Regenbogen, Antenne Bayern und Radio Oberland und schließlich Radio/Tele FFH in Hessen. Dort moderierte er fünf Jahre lang die Morningshow harmony.fm aufgeweckt zusammen mit Astrid Jacoby. 2009 wechselte Fischer zum Hessischen Rundfunk  als Moderator und Redakteur für die Radiowellen HR-Info, HR3 und YOU.FM.
2014 verpflichtete ihn der Fernsehsender ProSieben Sat.1 für das Verbrauchermagazin Der große Waren-Check. 2018 stand Fischer erstmals auch für den Hessischen Rundfunk vor der Kamera. Er berichtet dort als Live-Reporter über aktuelle Themen aus Hessen. Zudem gehört er seit 2020 zum Moderatoren-Team der werktäglichen Live-Fernsehsendung Die Ratgeber im hr-fernsehen. Seit 2021 präsentiert Fischer auch die Nachrichten in der Hessenschau.
Fischer moderierte erstmals 2019 die Royal Music Show des Deutschland Military Tattoo. Die Musikshow mit internationalen Künstlern ist inhaltlich an das Royal Edinburgh Military Tattoo angelehnt und findet jährlich in vielen großen Konzerthallen statt.